# Joachim Johann Friedrich Bünsow
Joachim Johann Friedrich Bünsow (* 7. August 1789 in Kiel; † 22. August 1873 ebenda) war ein deutscher Porträtmaler und Zeichenlehrer.

## Leben
Joachim Johann Friedrich Bünsow war ein Sohn des Malers Christian Friedrich Joachim Bünsow und dessen Ehefrau Rosina Dorothea Negelin (1751–1845). Wie sein Bruder Ludwig Johann Christian Bünsow gehörte er zur Familie Bünsow, die seit mehreren Jahrzehnten in Schleswig-Holstein lebte.
Bünsow besuchte die Königlich Dänische Kunstakademie und bekam 1814 die Kleine Silbermedaille verliehen. In der dänischen Hauptstadt hatte er eine Ausstellung im Schloss Charlottenborg. Anschließend zog er zurück nach Kiel. 1816 bemühte er sich erfolglos um ein Reisestipendium nach Kopenhagen.
In erster Ehe heiratete Bünsow Catrine Elsabe Postel (* 29. April 1797 in Meldorf), die am 22. Mai 1850 in Kiel starb. In zweiter Ehe heiratete er Clara Maria Friederike Grimm (* um 1837; † 16. Oktober 1874). Unter seinen Kindern wurden die Söhne Joachim Ludwig Heinrich Daniel, Landschaftsmaler und der schwedische Forstunternehmer und Sägewerksbesitzer Friedrich Christian Ernestus Bünsow bekannter.
Joachim Bünsow wurde auf dem Südfriedhof im Familiengrab bestattet.

## Werke
Bünsow malte zumeist Bildnisse. Seine bedeutendsten Werke, darunter hochwertige Porträts seiner Eltern, wurden im Zweiten Weltkrieg zerstört. In seinen Werken ist deutlich zu sehen, dass das Studium in Kopenhagen Einfluss auf ihn hatte.
Neben den Bildnissen schuf Bünsow wenige, qualitativ an die Bildnisse nicht heranreichende Ortsbilder, darunter von Flensburg, Kiel und Schleswig.